# Karina Arroyave
Karina Arroyave (16 de julio de 1969) es una actriz colombiana de televisión y de cine, conocida por su papel de Jamey Farrell en la serie 24. 

## Biografía
A sus cuatro años viajó con su madre a Estados Unidos para probar suerte. Se graduó de la Escuela de Nueva York de Srte LaGuardia, y se mudó a la costa oeste.
Apareció en un total de tres filmes "de estudiantinas" donde el profesor trata que los alumnos del centro urbano deseen aprender (One Eight Seven, Mentes peligrosas, y Lean on Me). También cumplió con el rol de esposa de Daniel el cerrajero latino en Crash.

## Filmografía
| Año     | Película/ Programa de TV | Personaje            | Notas          |
| ------- | ------------------------ | -------------------- | -------------- |
| 1988–94 | As The World Turns       | Bianca Marquez Walsh |                |
| 1989    | Gideon Oliver            | Srta. ASPCA          |                |
| 1989    | Lean On Me               | Maria                |                |
| 1991    | Law & Order              | Candy Pacheco        | 1 episodio     |
| 1993    | Falling Down             | Angie                |                |
| 1993    | Blind Spot               | Ramona               |                |
| 1994    | The Cowboy Way           | Rosa                 |                |
| 1994    | Trial By Jury            | Mercedes             |                |
| 1995    | Friends At Last          | Ramona               |                |
| 1995    | Mentes peligrosas        | Josy                 |                |
| 1996    | New York Undercover      | Tika Santiago        | 1 episodio     |
| 1997    | One Eight Seven          | Rita Martínez        |                |
| 1997    | 413 Hope St.             | Yolanda              | 1 episodio     |
| 1997    | The Practice             | Teresa Cortez        | 1 episodio     |
| 1998    | Shock Television         | Lonnie               |                |
| 1998    | Brooklyn South           | N/A                  |                |
| 1998    | Law & Order              | Candy Pacheco        | 1 episodio     |
| 1998    | NYPD Blue                | Tanya Taylor         | 1 episodio     |
| 1999    | In Too Deep              | G.G.                 |                |
| 1999    | Flawless                 | Amber                |                |
| 1999    | Chicago Hope             | Sally Barnes         | 1 episodio     |
| 2000    | Missing Pieces           | Maria                |                |
| 2000    | Judging Amy              | Martina Romano       | 1 episodio     |
| 2000    | Touched by an Angel      | Annie Higuerra       | 1 episodio     |
| 2001    | Strong Medicine          | Alicia Perez         | 1 episodio     |
| 2001    | Family Law               | Sandra Ramírez       | 1 episodio     |
| 2001–2  | 24                       | Jamey Farrell        | 11 episodios   |
| 2002    | Empire                   | Cheena               |                |
| 2003    | Without a Trace          | N/A                  |                |
| 2004    | NYPD Blue                | Tanya Taylor         | 1 episodio     |
| 2005    | Crash                    | Elizabeth            |                |
| 2007    | Adrift in Manhattan      | Christina            |                |
| 2007    | The Proctor              | Nurse                |                |
| 2009    | Adam                     | Anna Maria           | postproducción |